# Jan Svatoň
Jan Svatoň (* 29. prosince 1952 Jihlava) je český právník a vysokoškolský pedagog, v letech 2001 až 2007 děkan Právnické fakulty Masarykovy univerzity, v letech 2007 až 2011 prorektor Masarykovy univerzity a od února 2023 soudce Ústavního soudu ČR.

## Život
Vystudoval Právnickou fakultu MU v Brně v roce 1977. V letech 1977–1978 byl justičním čekatelem Okresního soudu ve Žďáru nad Sázavou. Od roku 1978 působil na Katedře správního práva Právnické fakulty MU v Brně, v roce 1990 přešel na Katedru ústavního práva a politologie. V roce 1995 začal rovněž působit na Právnické fakultě UP v Olomouci. V roce 1998 získal docenturu. Od roku 1998 byl rovněž asistentem ústavního soudce Vojena Güttlera a od roku 2013 Vladimíra Sládečka.
V letech 2001–2007 byl děkanem Právnické fakulty Masarykovy univerzity a v letech 2015–2019 pak statutárním proděkanem. V letech 2007–2011 byl prorektorem Masarykovy univerzity pro sociální záležitosti a další vzdělávání. V letech 2006–2011 a od roku 2013 je člen Rady Justiční akademie v Kroměříži.
Dne 25. ledna 2023 schválil Senát PČR jeho nominaci na post soudce Ústavního soudu ČR, a to na návrh prezidenta ČR Miloše Zemana. V tajné volbě získal 57 ze 68 odevzdaných senátorských hlasů. Dne 15. února 2023 jej prezident Zeman do této funkce jmenoval.

## Publikace
- FILIP, Jan; SVATOŇ, Jan. Státověda. Praha: Wolters Kluwer, 2011. ISBN 978-80-7357-685-1.
- FILIP, Jan; SVATOŇ, Jan; ZIMEK, Josef. Základy státovědy. Brno: Masarykova univerzita, 1994–2006. Čtyři vydání.
- SVATOŇ, Jan. Vládní orgán moderního státu. Jeho původ, význam a vývoj v některých evropských zemích. Brno: Masarykova univerzita, 1997. ISBN 80-85765-89-6.